# Lijst van nummer 1-hits in Polen in 2014
Deze hits stonden in 2014 op nummer 1 in de Polish Airplay Chart, de bekendste hitlijst in Polen.
| Datum        | Artiest                               | Titel                            |
| ------------ | ------------------------------------- | -------------------------------- |
| 4 januari    | Eminem & Rihanna                      | The monster                      |
| 11 januari   | Eminem & Rihanna                      | The monster                      |
| 18 januari   | Avicii                                | Hey brother                      |
| 25 januari   | OneRepublic                           | Something I need                 |
| 1 februari   | OneRepublic                           | Something I need                 |
| 8 februari   | Pharrell Williams                     | Happy                            |
| 15 februari  | Pharrell Williams                     | Happy                            |
| 22 februari  | Pharrell Williams                     | Happy                            |
| 1 maart      | Klingande                             | Jubel                            |
| 8 maart      | Pharrell Williams                     | Happy                            |
| 15 maart     | Pharrell Williams                     | Happy                            |
| 22 maart     | Faul & Wad Ad & Pnau                  | Changes                          |
| 29 maart     | Milky Chance                          | Stolen dance                     |
| 5 april      | Milky Chance                          | Stolen dance                     |
| 12 april     | Avicii                                | Addicted to you                  |
| 19 april     | Milky Chance                          | Stolen dance                     |
| 26 april     | Milky Chance                          | Stolen dance                     |
| 3 mei        | Milky Chance                          | Stolen dance                     |
| 10 mei       | Clean Bandit & Jess Glynne            | Rather be                        |
| 17 mei       | Katy Perry & Juicy J                  | Dark horse                       |
| 24 mei       | Clean Bandit & Jess Glynne            | Rather be                        |
| 31 mei       | Clean Bandit & Jess Glynne            | Rather be                        |
| 7 juni       | Grzegorz Hyży & Tabb                  | Na chwilę                        |
| 14 juni      | Mr. Probz                             | Waves (Robin Schulz remix)       |
| 21 juni      | Nico & Vinz                           | Am I wrong                       |
| 28 juni      | Nico & Vinz                           | Am I wrong                       |
| 5 juli       | Nico & Vinz                           | Am I wrong                       |
| 12 juli      | Nico & Vinz                           | Am I wrong                       |
| 19 juli      | Elaiza                                | Is it right                      |
| 26 juli      | Sigma                                 | Nobody to love                   |
| 2 augustus   | Sigma                                 | Nobody to love                   |
| 9 augustus   | Kasia Popowska                        | Przyjdzie taki dzień             |
| 16 augustus  | Sia                                   | Chandelier                       |
| 23 augustus  | Sam Smith                             | Stay with me                     |
| 30 augustus  | Lilly Wood & The Prick & Robin Schulz | Prayer in C (Robin Schulz remix) |
| 6 september  | Lilly Wood & The Prick & Robin Schulz | Prayer in C (Robin Schulz remix) |
| 13 september | Lilly Wood & The Prick & Robin Schulz | Prayer in C (Robin Schulz remix) |
| 20 september | Lilly Wood & The Prick & Robin Schulz | Prayer in C (Robin Schulz remix) |
| 27 september | Lilly Wood & The Prick & Robin Schulz | Prayer in C (Robin Schulz remix) |
| 4 oktober    | Lilly Wood & The Prick & Robin Schulz | Prayer in C (Robin Schulz remix) |
| 11 oktober   | Magic!                                | Rude                             |
| 18 oktober   | Magic!                                | Rude                             |
| 25 oktober   | Meghan Trainor                        | All about that bass              |
| 1 november   | Taylor Swift                          | Shake it off                     |
| 8 november   | Taylor Swift                          | Shake it off                     |
| 15 november  | Meghan Trainor                        | All about that bass              |
| 22 november  | Tove Lo & Hippie Sabotage             | Stay high (Habits remix)         |
| 29 november  | Tove Lo & Hippie Sabotage             | Stay high (Habits remix)         |
| 6 december   | Tove Lo & Hippie Sabotage             | Stay high (Habits remix)         |
| 13 december  | Tove Lo & Hippie Sabotage             | Stay high (Habits remix)         |
| 20 december  | David Guetta & Sam Martin             | Dangerous                        |
| 27 december  | David Guetta & Sam Martin             | Dangerous                        |